# 沃洛达尔斯基
V·沃洛达尔斯基（俄语：В. Володарский，1891年12月11日—1918年6月20日），原名莫伊塞·马尔科维奇·戈尔茨坦（俄语：Моисе́й Ма́ркович Гольдште́йн）俄罗斯马克思主义革命家和苏联政治家，曾加入区联派，1918年被暗杀。沃洛达尔斯科耶等地以他的名字命名。